# Fotografie skla

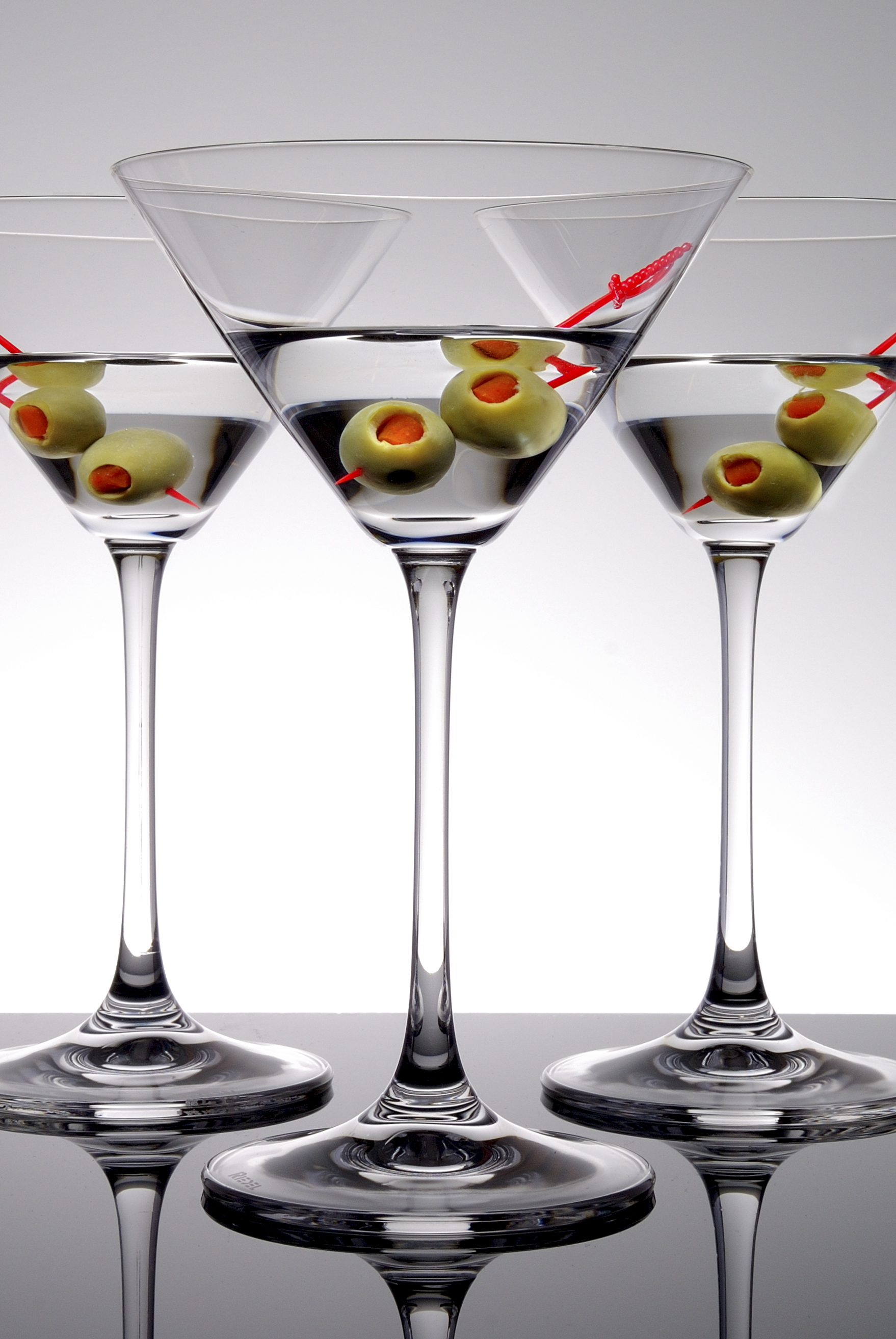
Kyle May: Fotografie skla na černé neprůhledné skleněné podložce, světlo na pozadí vytváří dynamický přechod, mírný podhled u transparentního skla zdůrazňuje objem, horní světlo osvětluje olivy, černé odlesky doplňují dvě černá goba ze stran zpředu. Zadní hrana černé podložky se ve skle odráží kvůli tomu, že je příliš daleko od sklenice a v dolní polovině nožky tvoří oblouček.

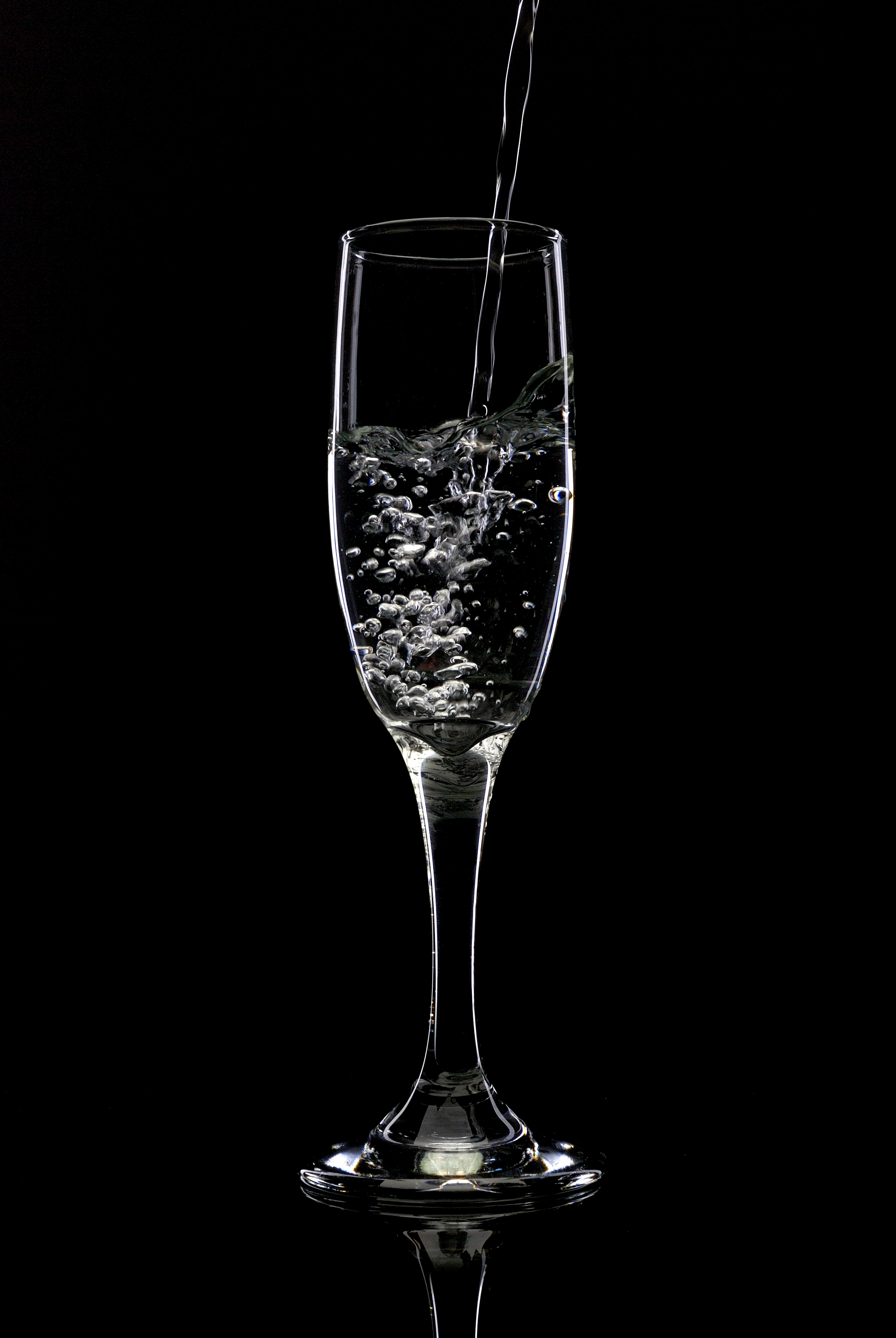
Kyle May: Základem je neprůhledná černá skleněná podložka a černé pozadí tvořené pěnovým kartonem, hlavní světlo směřuje zezadu a prochází změkčené bílým difuzérem po stranách zleva a zprava, goba zleva a zprava způsobují úzké osvětlení po stranách. Autor na 99% eliminoval přední odlesky a částečně je retušoval ve Photoshopu.

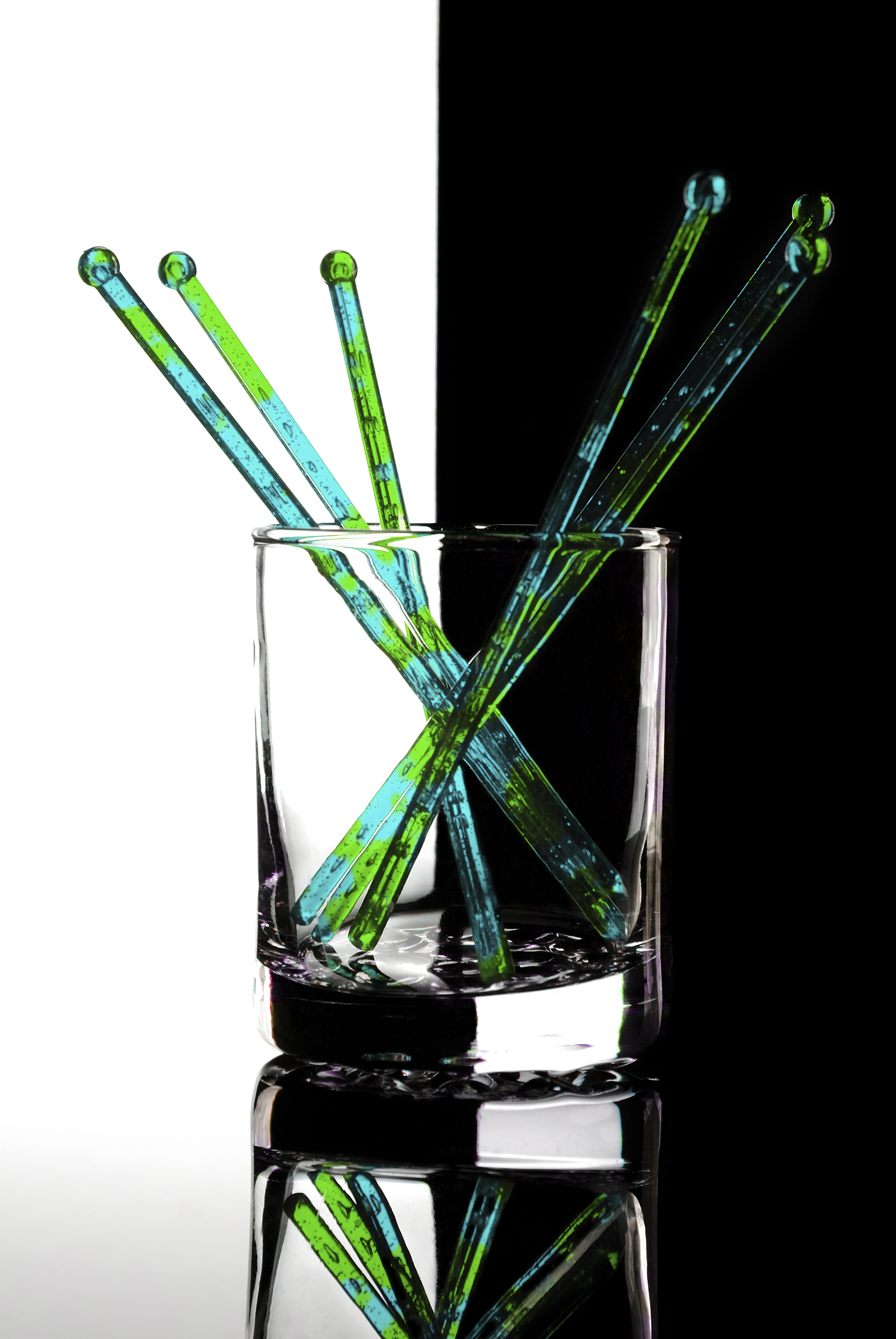
Kyle May rozdělil scénu na tmavé a světlé pole pomocí černé desky. Dva blesky jsou umístěny pod stolem z neprůhledného černého skla a jsou natočeny směrem vzhůru na bílé odrazné desky postavené okolo stolu. Černé pozadí vpravo tvoří černá pěnová deska a vpředu zleva a zprava po stranách sklenice jsou černé goby pohlcující parazitní světlo.

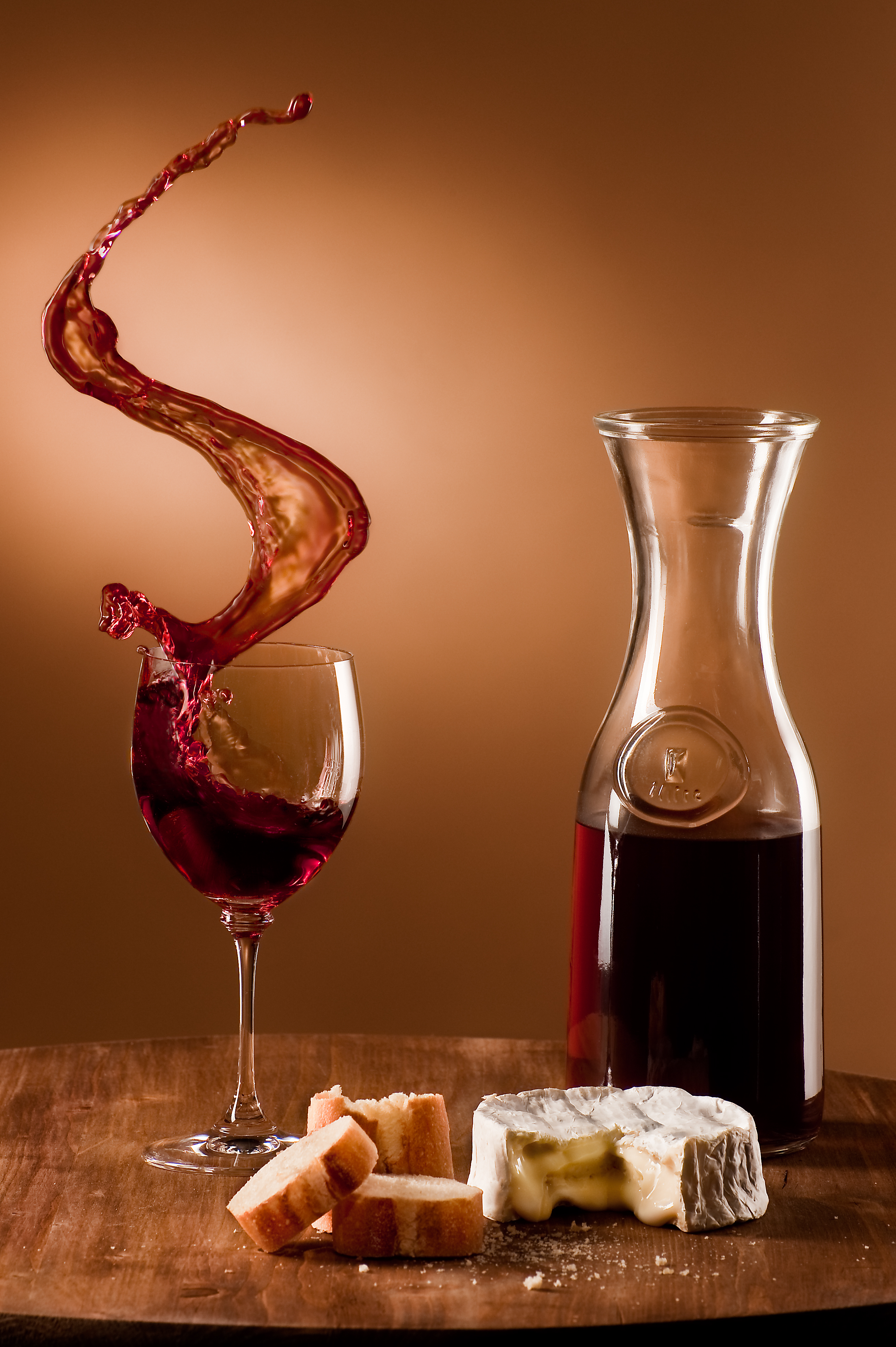
Studiová fotografie z ateliéru společnosti Studiocommunity vytvořená bez použití fotomontáže. Všechny objekty jsou připevněné na desce, která byla prudce strčena do strany, takže se víno vylilo ze sklenice. Karafa vpravo je naplněna želatinou vínové barvy.

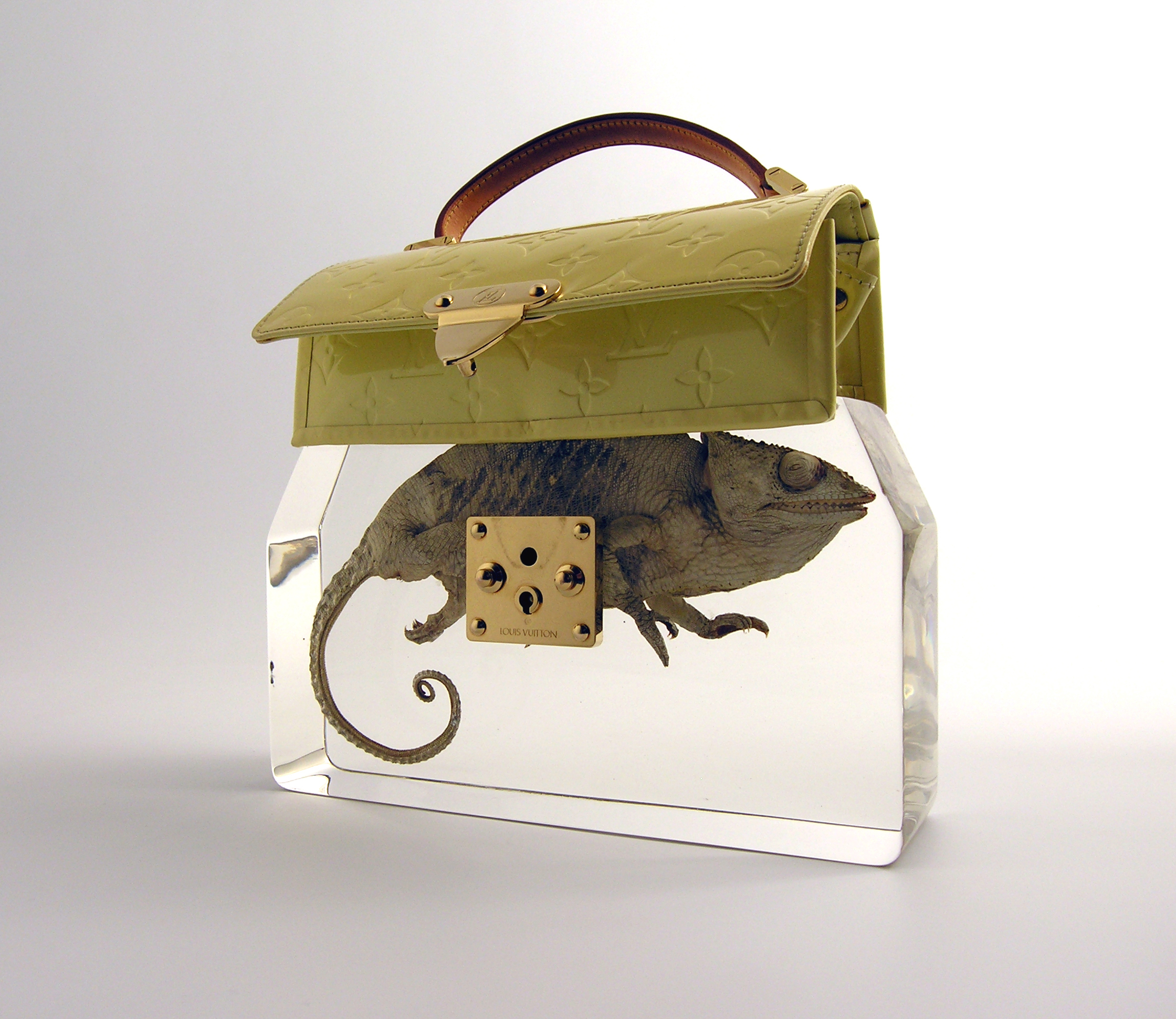
Ted Noten: Babiččina návštěvní taška s velkým chameleonem, 2009, Louis Vuitton, zlato, akrylátové sklo, nekonečné světlé pozadí, šikmé horní protisvětlo

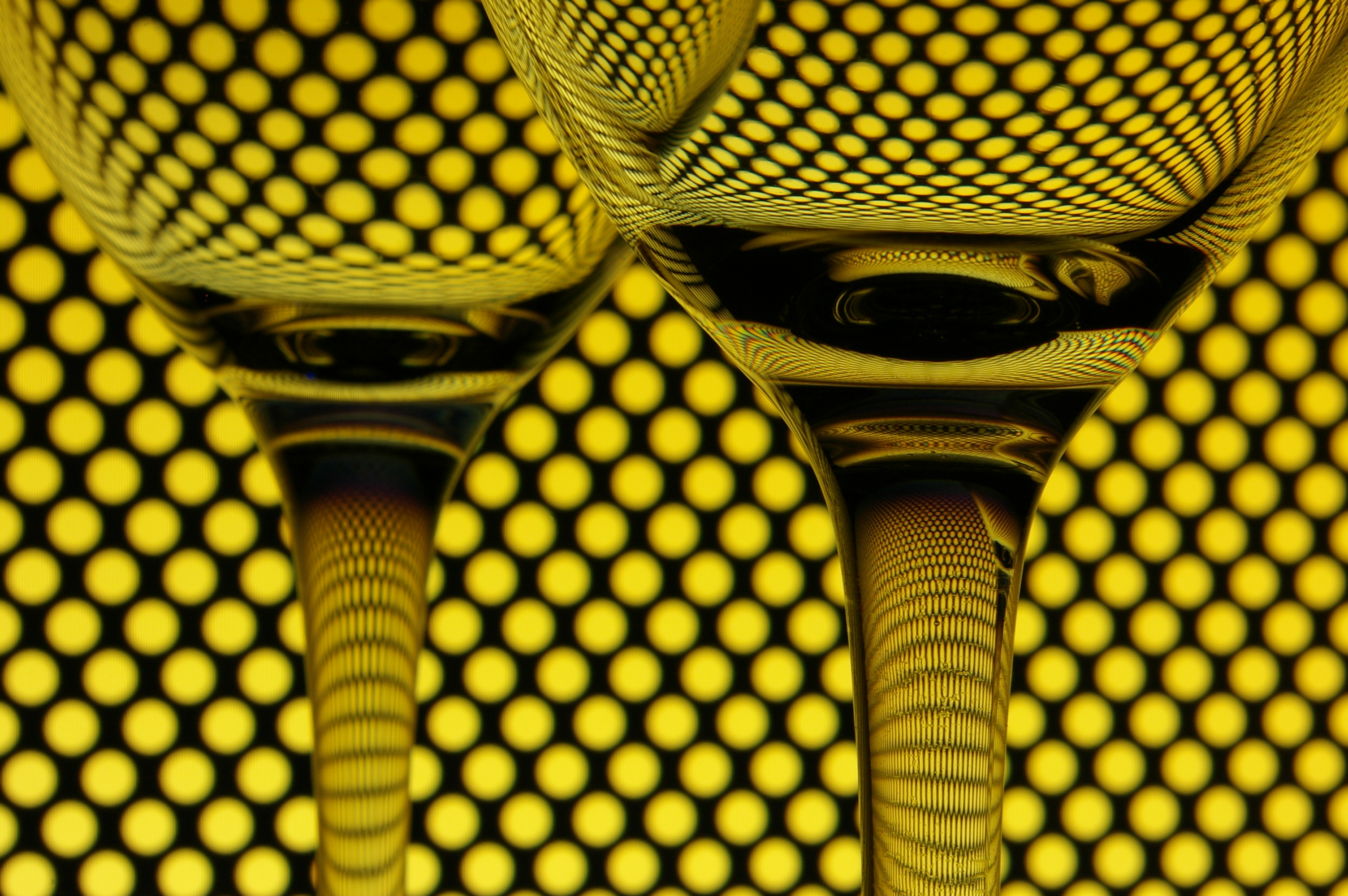
Projekce pozadí, sklenky jsou postaveny před LCD monitorem, na kterém se zobrazuje grafická předloha, celá místnost je ponořená do tmy a neobsahuje žádná světlá místa

Fotografie skla je specializovaná oblast produktové fotografie. Hlavní využití fotografie skla je pro prezentaci sklářských výrobků nebo v reklamních katalozích. Sklo je z hlediska osvětlování zcela mimořádným předmětem. Jedna z nejobvyklejších charakteristik obyčejného skla je, že je transparentní (průhledné) pro viditelné světlo. Nelze tedy na něj svítit tak, jak se běžně osvěcují neprůhledné předměty. Avšak malby, lepty nebo rytiny na skle osvětlovány být mohou. Při snímání hrají velkou roli lesky, nečistoty a lomy. Protože je sklo průhledné, je vidět nejen přední stranu, ale i stranu zadní. To vše vytváří soubor problémů, jejichž řešení činí ze skla nejnáročnější fotografický obor.

## Historie
Po první světové válce se české sklo začalo vyvážet do Evropy, mezi přední umělce patřili Alois Metelák, Jaroslav Horejc a také Ladislav Sutnar.
Po 2. světové válce začala produkce českého skla vzkvétat, sklo se stalo významným produktem českého hospodářství. Vyváželo se nejen do evropských států, ale také do zámoří. Velký důraz se kladl na estetiku i kvalitu surovin, umělci měli ve své tvorbě volnou ruku a vznikala čím dál větší poptávka po kvalitních reprodukcích sklářských děl, jak pro prezentaci, tak i do katalogů. V roce 1948 vznikla monopolní firma Skloexport, jejíž fotografické oddělení zásadně ovlivnilo další směřování fotografické tvorby skla. Zavedenými přístupy k fotografii skla se pak inspirovali fotografové následujících několik desetiletí.

## České země
Výstavní skříní české fotografie skla se stal časopis Glass Review, který vznikl roku 1946. Specializoval se na odborné informace ze sklářského průmyslu a obsahoval zásadní fotografie zabývající se sklem. Nejprve vycházel černobíle, první barevné číslo vyšlo v roce 1955. Pro magazín pracovali přední čeští fotografové skla.
| „                 | Fotografovat sklo - je to umění nebo řemeslo? Nabízelo by se poněkud úhybné slovo kumšt, ale i to je obojetné – kunst jako umění, lidově kumšt jako fortel, fištrón, umět vzít za práci, zkrátka vědět, jak na to. | “ |
| — Marie Kohoutová | |   |

Jindřich Brok (1912-1995) byl žákem Jaromíra Funkeho a Josefa Ehma, kteří jej velmi ovlivnili. Fotografoval převážně sklo, ale také zátiší a městské exteriéry. Rovněž učil fotografii na FAMU, kde k jeho žákům patřil Miroslav Vojtěchovský. Byl synonymem pro kvalitu
a perfekcionalizmus ve fotografii skla. Byl ovlivněn tvorbou v duchu Nové věcnosti, vytvořil zcela osobitý a jedinečný styl práce. Dlouho pečlivě komponoval, osvětloval a vyvolával, snímky pořizoval na negativy velikost 13×18 cm, retušoval je a odstraňoval dokonce i kazy na samotném předmětu. Tento přístup však umožňoval vyhotovit asi dvě fotografie denně. Jako podklad pod fotografovaný objekt používal sklo, což umožňovalo přístupu světla ze všech stran.
Lumír Rott (*1928) studoval u Jaromíra Funkeho a Josefa Ehma, velmi jej ovlivnil také Jindřich Brok. Používal zadní projekce a netradiční prostředí. Sklo kombinoval s barevným dynamickým pozadím, na kterém se objevovali například foukači, slévači a sklářské profese. Pozadí často rozostřoval, čímž dal možnost sklu dýchat a obrazu prostor. Pokud ale nechal pozadí ostré, konkurovalo samotnému skleněnému objektu a na scéně vznikl chaos kompoziční a kvůli barevnému podkladu i chaos světelný.
Norbert Bezděk používal zadní projekce a netradiční prostředí.
Gabriel Urbánek studoval jeden rok u profesora Ehma. Často používal tmavé pozadí, jedno světlo jako hlavní zdroj a k tomu odraznou desku. Zastává myšlenku čisté a popisné fotografie a co nejvěrněji zachytit objekt. Fotografuje historické sklo pro Uměleckoprůmyslové museum v Praze, pro evropská muzea a přední skláře, jako je například Stanislav Libenský.
| „                 | Snažím se fotku udělat tak, aby dílo bylo věrohodné, aby galerista, který si ho chce koupit, nebyl fotografií ovlivněn. Respektuji výtvarníka a to, co v díle skutečně je, nepřidávám nic ze svého. | “ |
| — Gabriel Urbánek | |   |

Miroslav Vojtěchovský (*1947) patří k nejvýznamnějším českým fotografům skla, velmi jej ovlivnil Jindřich Brok. V letech 1969–1970 pracoval v reklamní agentuře Merkur, později byl volným fotografem, spolupracoval s podniky BVV, Skloexport, Jablonex, Koospol, Motokov, Pragoexport, Pragounion nebo Rapid. Až do svého odchodu do USA se podílel na tvorbě vizuálního stylu firem Moser, Crystalex, Skloexport, Preciosa a Princ. V letech 1977‐1979 spolupracoval s Jindřichem Brokem pro časopis Glass review. Vojtěchovský své znalosti předává studentům, v 80. letech převzal na FAMU po Jánu Šmokovi předměty fotografie skla a skladba obrazu. Jeho přednášky spojují oblast fotografie, estetiky výtvarného umění, dějiny nejen z oboru a celou řadu společenských věd. Ve své práci využívá umělé osvětlení, díky kterému může více kontrolovat osvětlení scény, hru světel a stínů a především je ihned vidět odezva na změny. Expozici měří bodovým expozimetrem, využívá více světelných zdrojů, odrazné desky, jak černé, tak klasické bílé. Od počátku 80. let začal fotografovat pomocí vícenásobných expozic.
| „                       | Měl jsem za sebou praxi, jedenáct let fotografických škol, ale za měsíc práce u Jindřicha Broka jsem se naučil víc, než na všech školách dohromady! | “ |
| — Miroslav Vojtěchovský | |   |

Fred Kramer se začal nejvíce prosazovat v polovině padesátých let, sklo často kombinoval s modelkami, využíval rafinovaná aranžmá, grafické prvky na pozadí montáž z více negativů, jako jeden z prvních experimentoval s barvou. Svou tvorbou ovlivnil Lumíra Rotta. Na FAMU v letech 1967-1980 vedl předmět reklamní fotografie, které se profesionálně věnoval. Pomáhal zajišťovat propagaci pro podniky zahraničního obchodu jako byl Centrotex, Jablonex, Kovo, Ligna, Motokov, Skloexport a řadu dalších.
Tibor Honty (1907-1968) vystudoval keramiku na Škole uměleckých řemesel. Přestěhoval se natrvalo do Prahy, kde deset let pracoval v tiskárně jako chemigraf a retušér. Začal fotografovat v roce 1935. Věnoval se reportážní a sociální fotografii a fotografování uměleckých plastik. Po válce vstoupil do Spolku výtvarných umělců Mánes, kde se v roce 1948 podílel na vzniku fotografické sekce.
Taras Kuščynskij se ke sklu dostal přes fotografii atu a módní fotografii, využíval neradiční prostředí, zadní projekce, různou barevnost, sklo často kombinoval s modelkami v exteriéru.
Na konci 20. století se ve fotografii skla uplatňují nové trendy. Druhy fotografie se kombinují, sklo se dostává ven z ateliéru do exteriéru a přibližuje se živé fotografii. Ubývá specializovaných fotografů skla a sklo se dostává do reklamní, módní, portrétní fotografie a samozřejmě je také součástí snímků zátiší. Nejčastějším portrétním prvkem je ženské tělo, které přibližuje krásu a ladnost skla. Ubývá jednoduchých popisných kompozic a scény se doplňují dalšími prvky obklopujícími hlavní subjekt. Využívá se digitální technika a fotomanipulace. Sklo se vsazuje do neobvyklých situací, ve kterých se běžně nevyskytuje.
Marek Novotný
Jan Pohribný (*1961) se věnuje zejména krajinářské fotografii a land-artu. Ve své fotografické tvorbě využívá jako tvůrčí postupy vícenásobnou expozici v kombinaci s pohybovou neostrostí. Spojuje nejen principy pohybu, výrazných barevných stop či monochromatických řešení, ale využívá také světelné malby, která „zviditelňuje“ energie zvolených přírodních lokalit či posvátných kamenů vztyčených lidskou rukou. Je držitelem titulu QEP (Qualified European Photographer). Od roku 1986 pracuje jako samostatný fotograf-výtvarník. Vedle své volné tvorby se věnuje převážně reklamní a ilustrační výtvarné fotografii, příležitostně i grafickému designu. Spolupracuje s řadou předních agentur, firem, vydavatelství a časopisů i s některými výraznými umělci doma a v zahraničí. Dlouhodobě se zaměřuje na aranžovanou a konceptuální fotografii v přírodě – volném prostoru. Zajímá ho vztah předmětu a prostoru ať už ve formě stopy pohybu nebo předmětná podoba vytržená ze souvislosti na prázdné ploše oblohy či otázku času, okamžiku. Od roku 1988 vytváří své vize a reflexe na posvátná a kultovní místa prehistorické Evropy. Zde spojuje nejen principy pohybu, výrazných barevných stop či monochromatických řešení, ale využívá mimo jiné významně světelné malby, která "zviditelňuje" energie zvolených přírodních lokalit či posvátných kamenů vztyčených lidskou rukou. Obdobně konfrontuje s prostorem a živly ve svých instalacích také křehké objekty z ručního papíru Jana Činčery a od poloviny devadesátých let pracuje na cyklu Osvícené city, ilustrující vzpomínky i vize míst, kde dlouhodobě pobýval nebo která jej významně oslovila. Od roku 1999 se skrze konfrontaci lidského těla a krajiny zaměřuje na “hledání ztraceného ráje” reflektující autorovo znepokojení nad vytrácejícími se přirozenými vazbami člověka a přírody, nad duchovní vyprázdněností současné západní civilizace. Tvůrčí postupy uplatňuje i v užité tvorbě, například v reklamě i ve fotografii skla.
Filip Šlapal se ke sklu dostal přes fotografii architektury.
Kromě výše zmíněných autorů se fotografii skla dále věnovali Josef Illek, Josef Hanuš, Ivan Doležal, Přemysl Karásek, Bohumil Jakoubě, Antonín Krčmář, Dano Zachar, Petr Sirotek nebo Lubomír Hána.

### Sklářské společnosti v České republice
- Crystalex
- G&B beads
- Kavalierglass
- Moser
- Preciosa
- Sklo Union
- Sklárna Nižbor
- Sklárny Bohemia
- Sklárna NH Glass

## Technika
Sklo je čirá hmota, která nemá schopnost zachytit dopadající světlo a paprsky jím z větší části procházejí. Některé paprsky se od hladkého povrchu odrazí, některé se v důsledku hustoty skla zachytí. Sklo je tak možné nasvětlit pomocí různých svítidel, které na sklo vhodně dopadají, dostatečně svítí a neoslňují. Hlavním požadavkem je rozptyl, odraz a lom světelných paprsků.
Základem fotografování skla je práce s pozadím za skleněnou rekvizitou s jeho vhodným světelným modelováním a kontrolou reakce skla. Sklo se tak samo modeluje zachycením světla pozadí v závislosti na své formě a síle. Další variantou je práce s tmavým podkladem (skleněnou deskou), na kterém se odráží lesky. Často se však ztrácí struktura fotografovaného předmětu. Okraj skleněné desky lze někdy výtvarně využít, jindy je nežádoucí. U hutného skla a řežeb se často používá jedno světlo jako hlavní zdroj a k tomu odrazná deska. Důležitou složkou u fotografie skla je vhodné podtržení samotného tvaru exponovaného předmětu. Zvýraznění linií, kontur či tvaru dodává sklu plastičnost a objem. Tyto pak společně vytvářejí esteticky hodnotné dílo. Fotografové skla se z velké části podílí na jeho prezentaci.

### Pozadí
Lze použít hotové přechodové pozadí nebo čisté jednobarevné (bílé nebo šedé) a to pak vhodně nasvítit světlem nebo zábleskem. Vzdálenost světla od pozadí ovlivňuje odstupňování světelného přechodu. Světlo může na pozadí svítit zdola, shora nebo ze strany. Přechodové pozadí dodává sklu prostor. Zcela černé pozadí zvýrazňuje tvar, strukturu a barevnost skla. Světlé pozadí zvýrazní objem a plasticitu skla. Pokud je světlo příliš daleko od pozadí, nevytvoří se plynulý dynamický přechod. Jednolité pozadí bez přechodu má vliv na to, že sklo působí příliš ploše, nudně a „bez života“. Černého pozadí lze dosáhnout také zatemněným prostorem 3 x 4 metry.

### Stíny a lesky
Fotograf musí počítat s lomem světla a vnitřními odrazy. Při fotografování skla na bílém pozadí se může například stát, že se v levé části sklenice odráží černý kabát visící v místnosti vpravo. V důsledku vnitřních odrazů se zase může stát, že světlo, které do skla proniklo, z něj už nemůže ven a v tom místě je pak sklo černé. Někdy stačí předmět pootočit a z černého místa se stane bílé. Díky vlastnostem, které sklo má, jsou dobře viditelné hrany. Světlo se na nich láme, leskne nebo rozptyluje.
K odstranění stínů nebo lesků při fotografování skla se může použít polarizační filtr přpadně bezestínový box. Míra úspěšné polarizace závisí na celé řadě faktorů a nelze předem určit, do jaké míry bude polarizační filtr účinný. Při fotografování skla část lesků nereaguje na polarizační filtr vůbec, jedna skupina lesků vyžaduje jiné natočení filtru než skupina druhá. Přes uvedené nevýhody je polarizační filtr vhodnou pomůckou. Při snímání s filtrem je nutná úprava expozice.
Hlavní výhodou lightboxu je absence stínů a potlačení lesků na fotografovaných objektech. Jde v podstatě o princip rovnoměrné osvětlené duté bílé koule, uprostřed které je umístěn snímaný předmět. V kouli je rozptýlené světlo a předmět je osvětlen ze všech stran rovnoměrně - čím větší rozměr boxu a čím menší otvor pro fotoaparát, tím lepší výsledky.
V případě potřeby vyfotografovat průhlednou sklenici na černém pozadí se vloží do bílého bezestínového boxu, do černého papíru se vystřihne kruh odpovídající průměru podstavce sklenky, do kterého se sklenka postaví. Hlavní světlo je zezadu šikmo shora. Bílé světlo částečně proniká i spodním otvorem, kde prokreslí podstavec sklenky, který by jinak zůstal černý.
V případě, kdy má skleněný předmět na bílém pozadí ze všech stran dekor, dochází k významovým srůstům. Řeší se například tím, že se do sklenice naleje mléko nebo zředěná bílá tempera, nebo se odstiňuje ze stran černými pruhy, nebo se sklenice naplní kouřem, čímž se potlačí zadní část kresby. Kouř se musí utěsnit víčkem z fólie a v případě tekutin dávat pozor na odlesky na hladině. Naopak se postupuje při snímání proti tmavému pozadí. Místo tmavé kapaliny je možné použít i šedou fólii. V protisvětle dekor na tmavé pozadí „svítí“. Stříbrné nebo zlaté povrchy skla působí jako zrcadlo.

### Exponometrie skla
Měříme vždy světlo, které je pro danou scénu to hlavní. Pokud je na skle malba, měříme jako u jiných neprůhledných předmětů, nebo měříme dopadající světlo externím expozimetrem. Pokud je sklo na bílém pozadí, měříme jas bílého pozadí. V případech kdy je pozadí tmavé, se podle Jána Šmoka měří bodově, Jan Pohribný doporučuje měřit odražené světlo od 18% šedé tabulky. Dobrou pomůckou je bílý papír, který dáme vedle fotografované scény a porovnáváme jasy na skle a na papíru.
U průhledného skla lze této vlastnosti využít a zabírat z podhledu nebo nadhledu. Zdůrazní se tím prostor a objem objektu. V případě, kdy je horní hrana sklenice v zákrytu, je prostorový dojem potlačen a je zvýrazněna silueta.

## Příklady

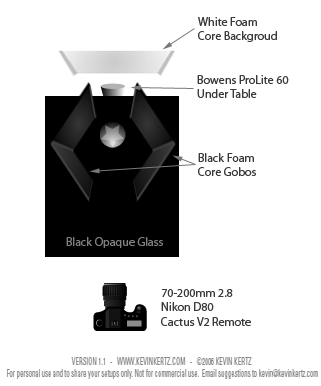
Schéma pro pořízení následující fotografie: Základem je černá neprůhledná skleněná deska. Fotografováno jedním bleskem zespodu pod sklenkou na bílou odraznou desku vzadu. Zleva a zprava jsou černá pěnová goba aby zatemňovaly sklenku.
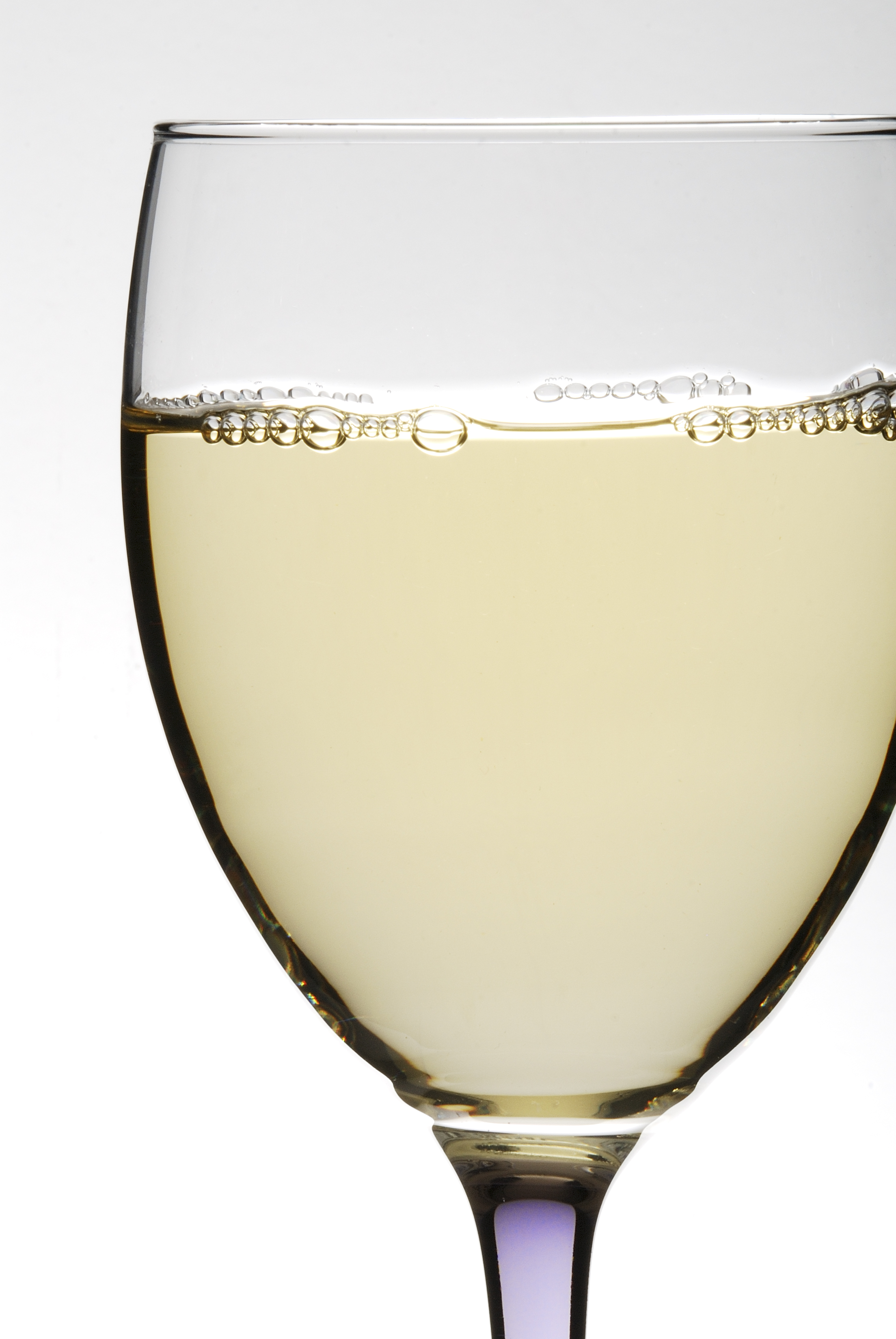
Základem je černá neprůhledná skleněná deska. Fotografováno jedním bleskem zespodu pod sklenkou na bílou odraznou desku vzadu. Zleva a zprava jsou černá pěnová goba, která způsobují úzké tmavé okraje. Horní okraj sklenky je zarovnán s rovinou objektivu, čímž zdůrazňuje siluetu a potlačuje prostor.
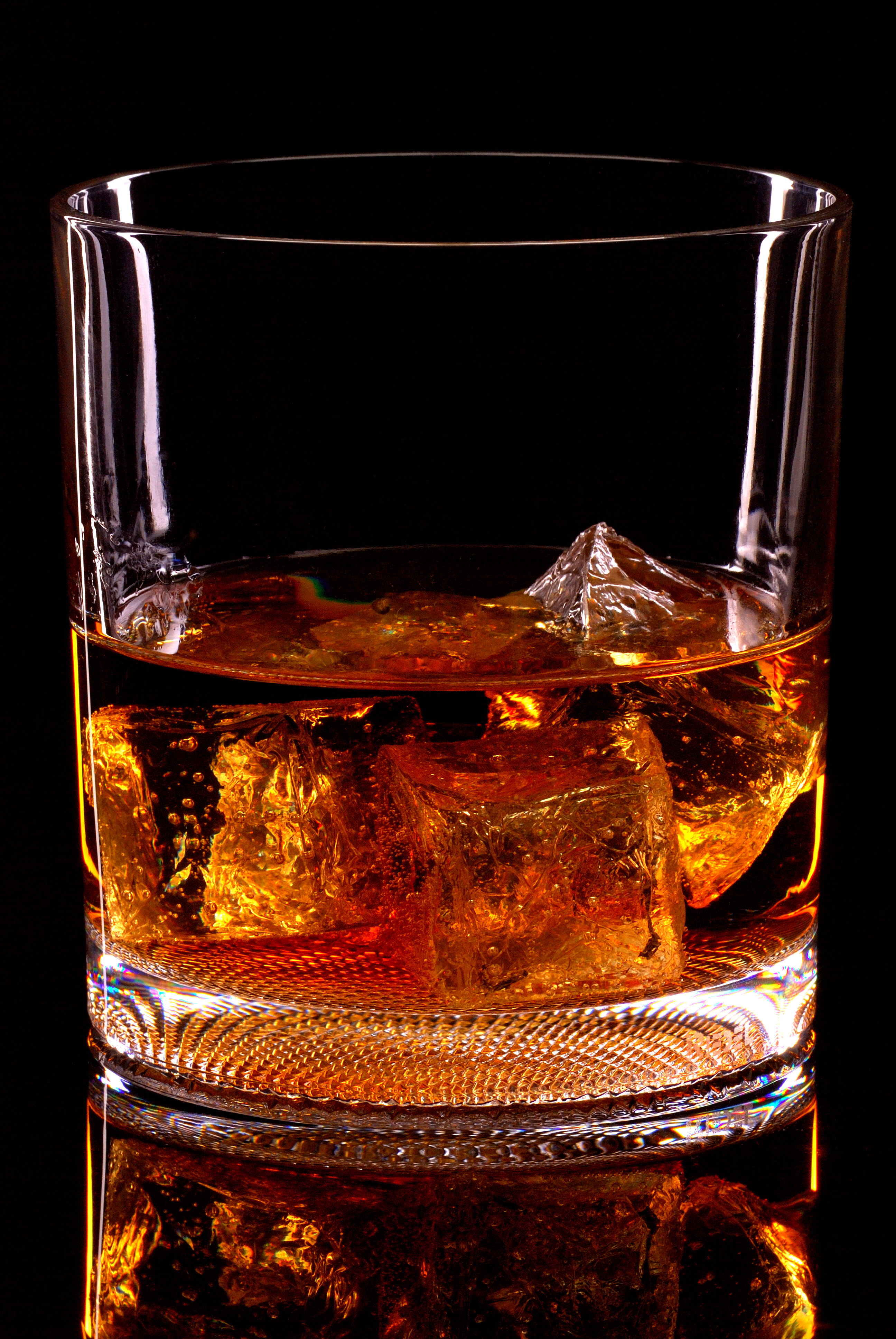
Kyle May: Základem je neprůhledná černá skleněná podložka a černé pozadí tvořené pěnovým kartonem, hlavní světlo směřuje zezadu a prochází změkčené bílým difuzérem po stranách zleva a zprava, goba zleva a zprava způsobují úzké osvětlení po stranách.
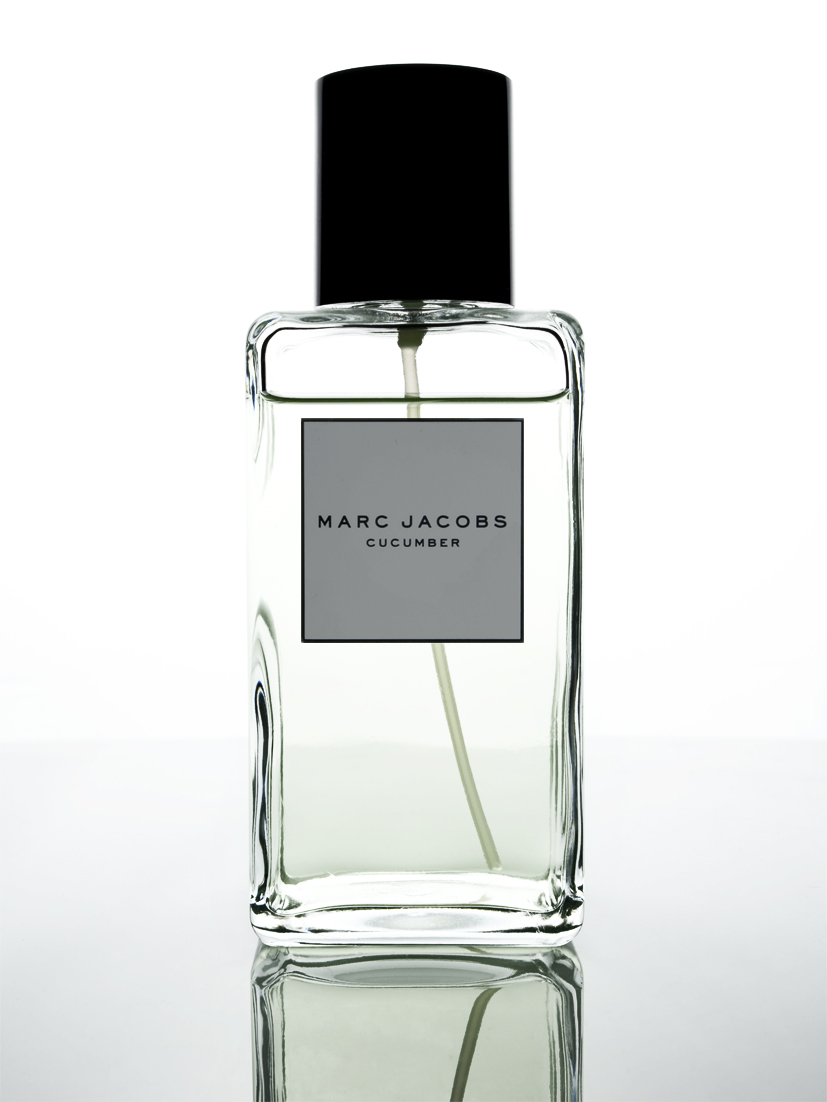
Horizont pozadí je umístěn v dolní třetině skleněné lahvičky
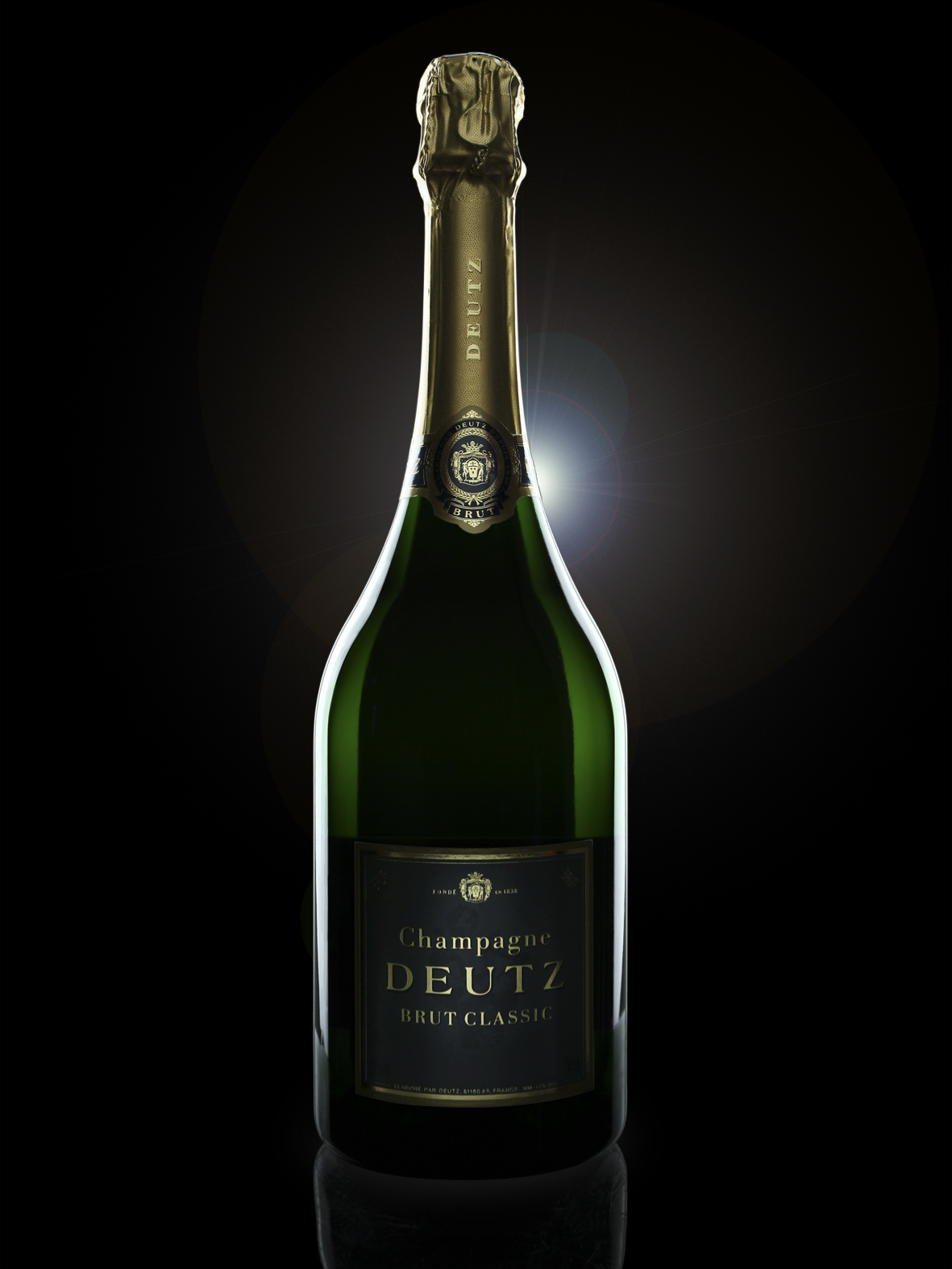
Úzké protisvětlo vytváří obrys okolo lahve, která stojí na lesklé černé desce před černým pozadím, bílé úzké okraje lahve se odráží od bílých odrazných desek po stranách
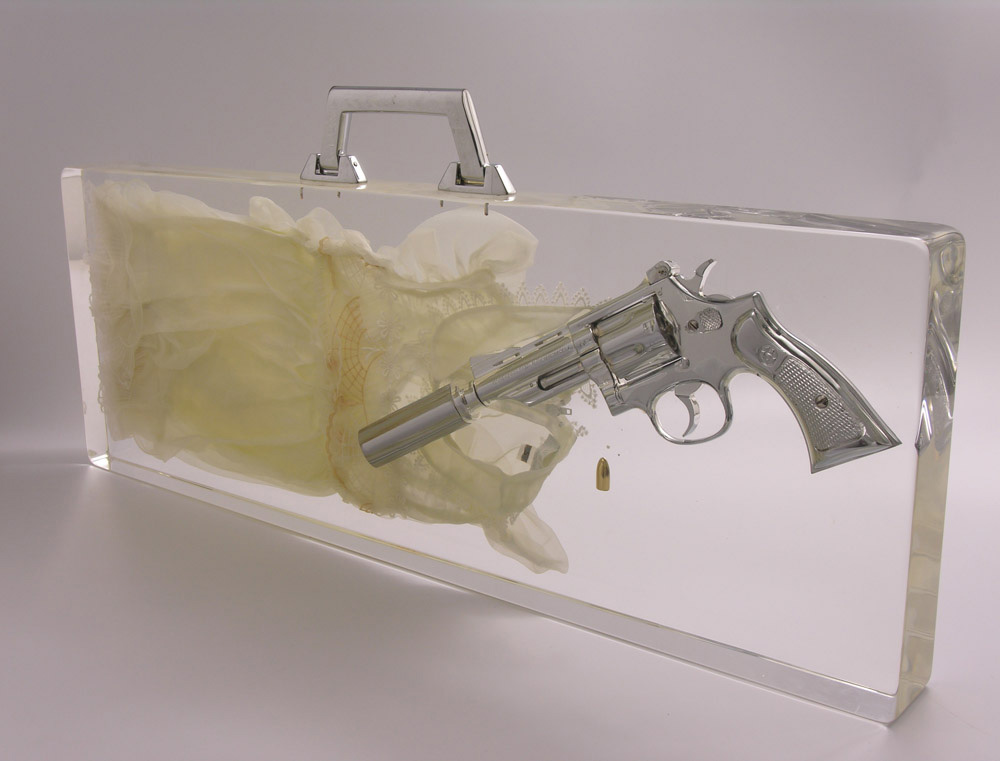
Ted Noten: Vrahova nevinnost, aktovka, stříbrný revolver, zlatá kulka, dětské křestní šaty, 2005, akrylátové sklo, sbírka Stedelijk Museum. Fotografováno při horním šikmém protisvětle na nekonečném bílém pozadí.
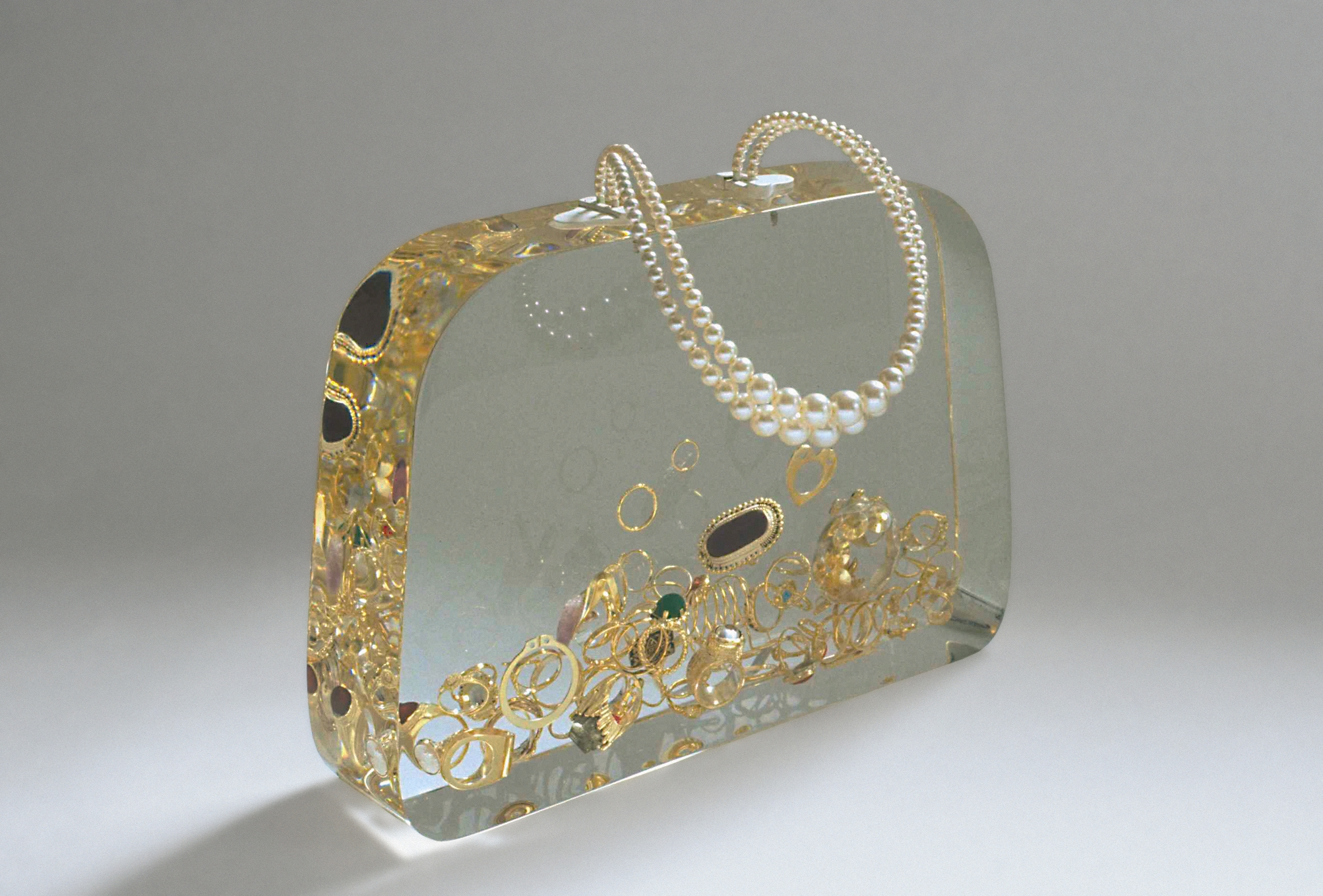
Ted Noten: Věno Agáty, svatební taška, dvojitý popruh z perel, akrylátové sklo, 1999. Na hranách světelné paprsky vytváří obraz vnitřního obsahu tašky, umístěno před nekonečným pozadím.
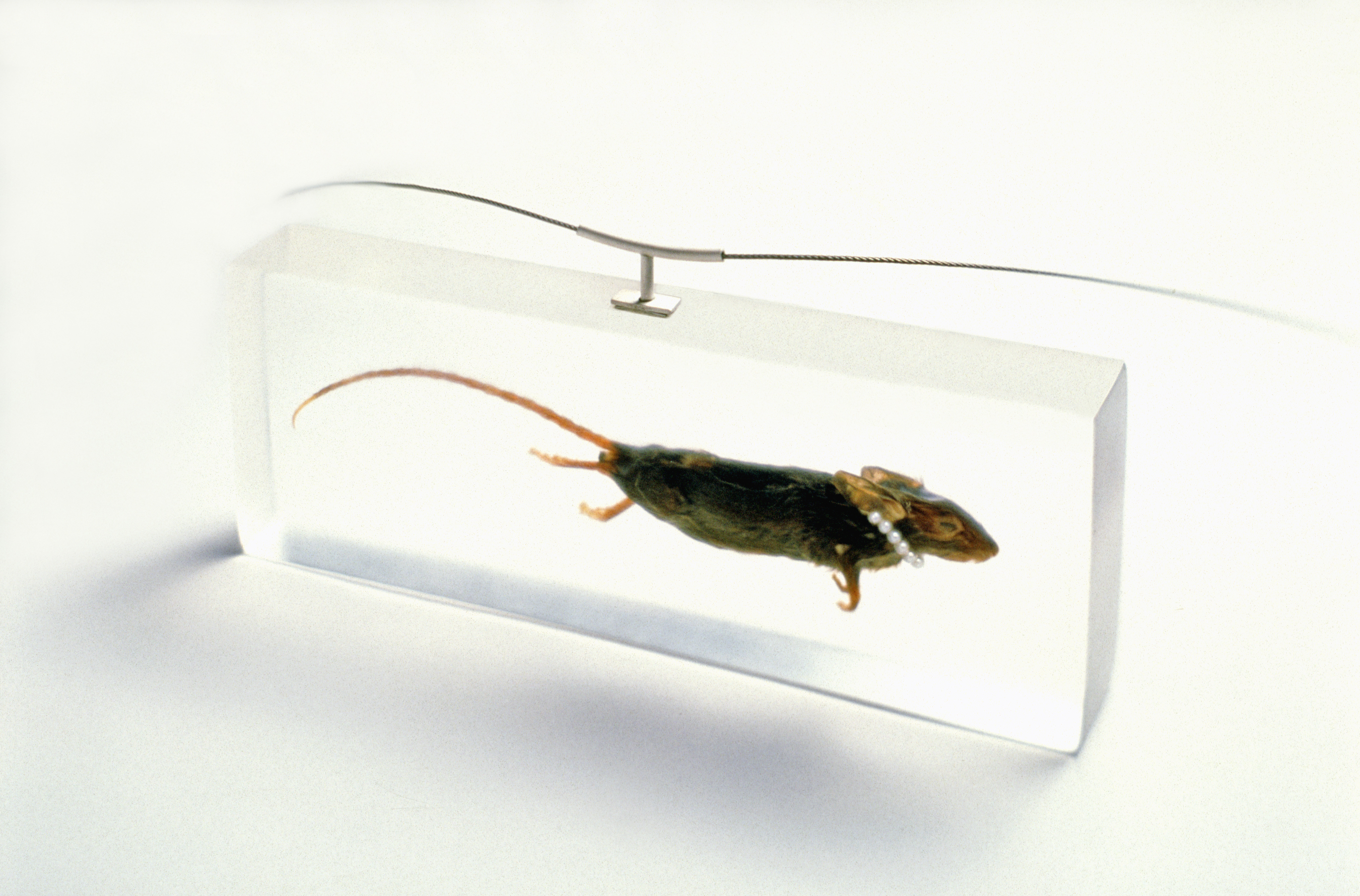
Ted Noten: Turbo Princess, malá myš s perlovým náhrdelníkem, 1995, akrylátové sklo, fotografováno při horním šikmém protisvětle na nekonečném bílém pozadí
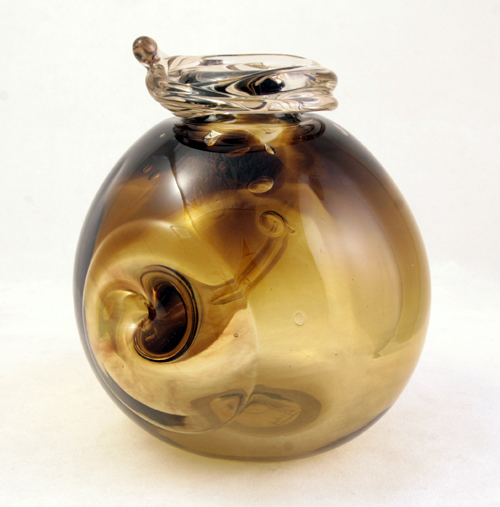
Robert C. Fritz: Mid 20th Century Vortex Vase, autor byl otec a zakladatel uměleckého skla v 60. letech 20. století
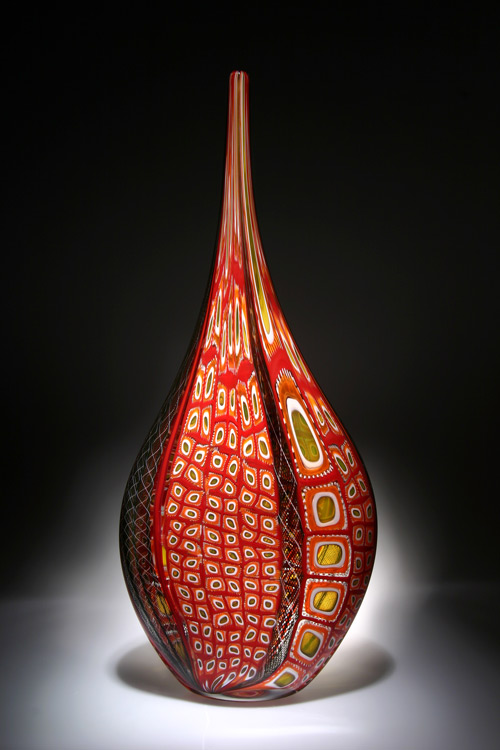
David Patchen: Skleněná socha, San Francisco. Pokud je na skle malba, měříme jako u jiných neprůhledných předmětů, nebo měříme dopadající světlo externím expozimetrem.
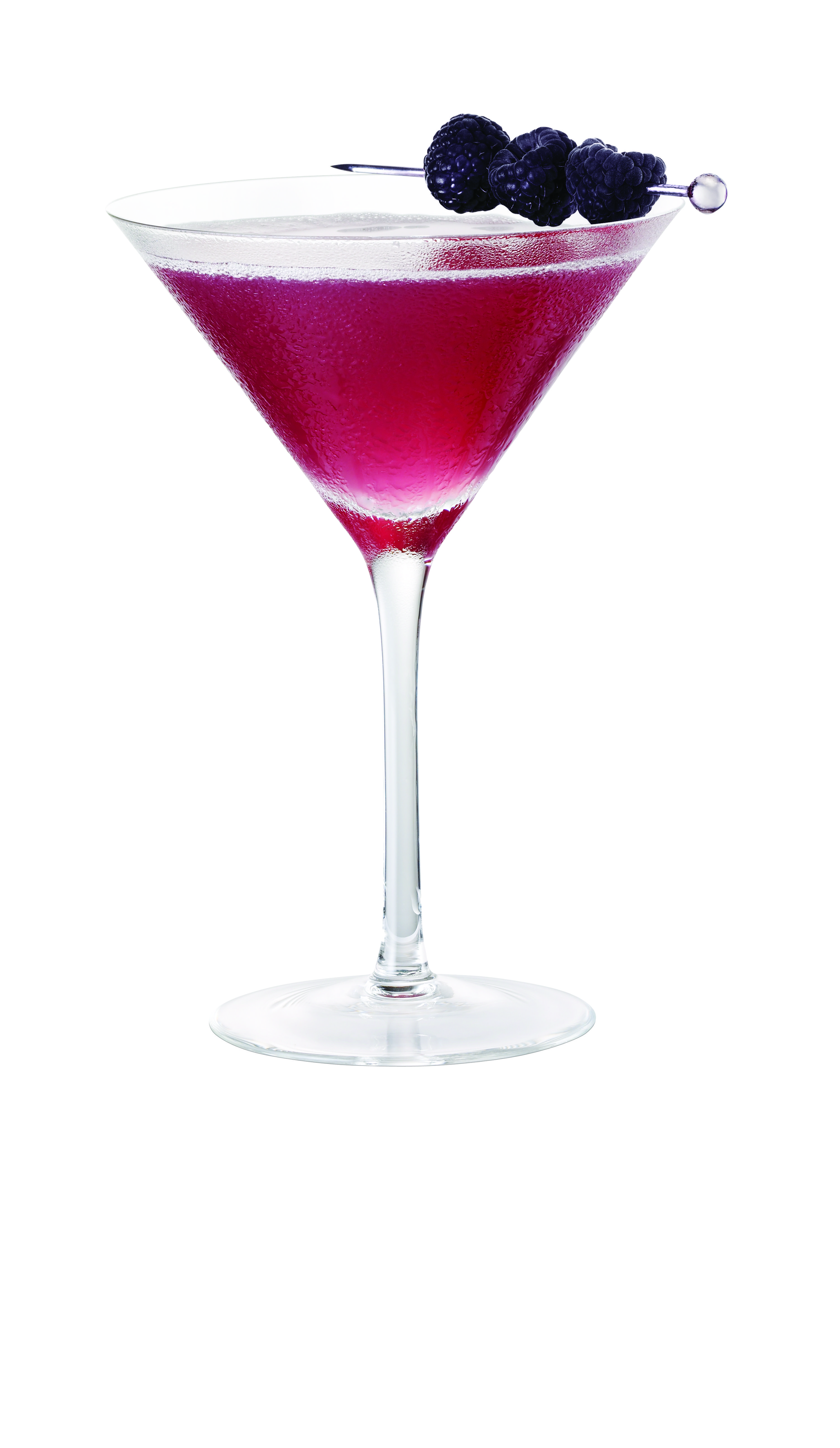
Chambord French Martini Cocktail
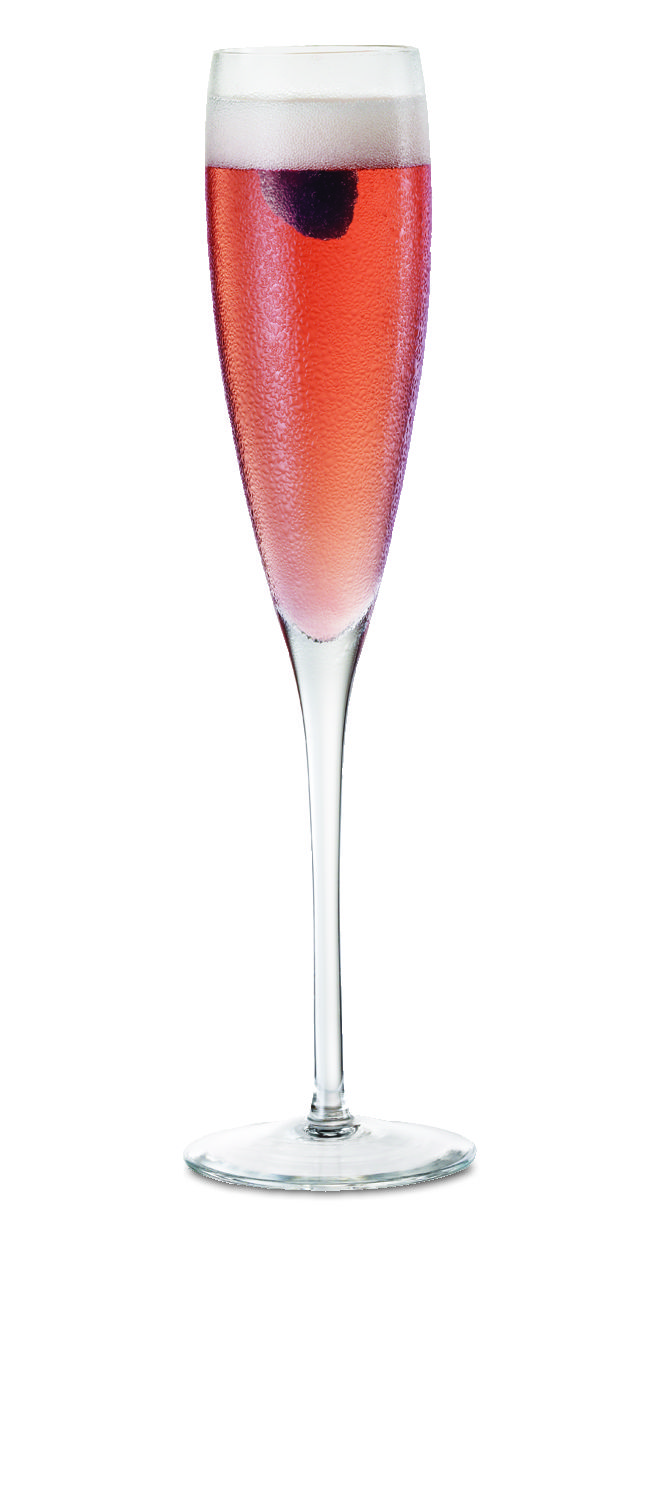
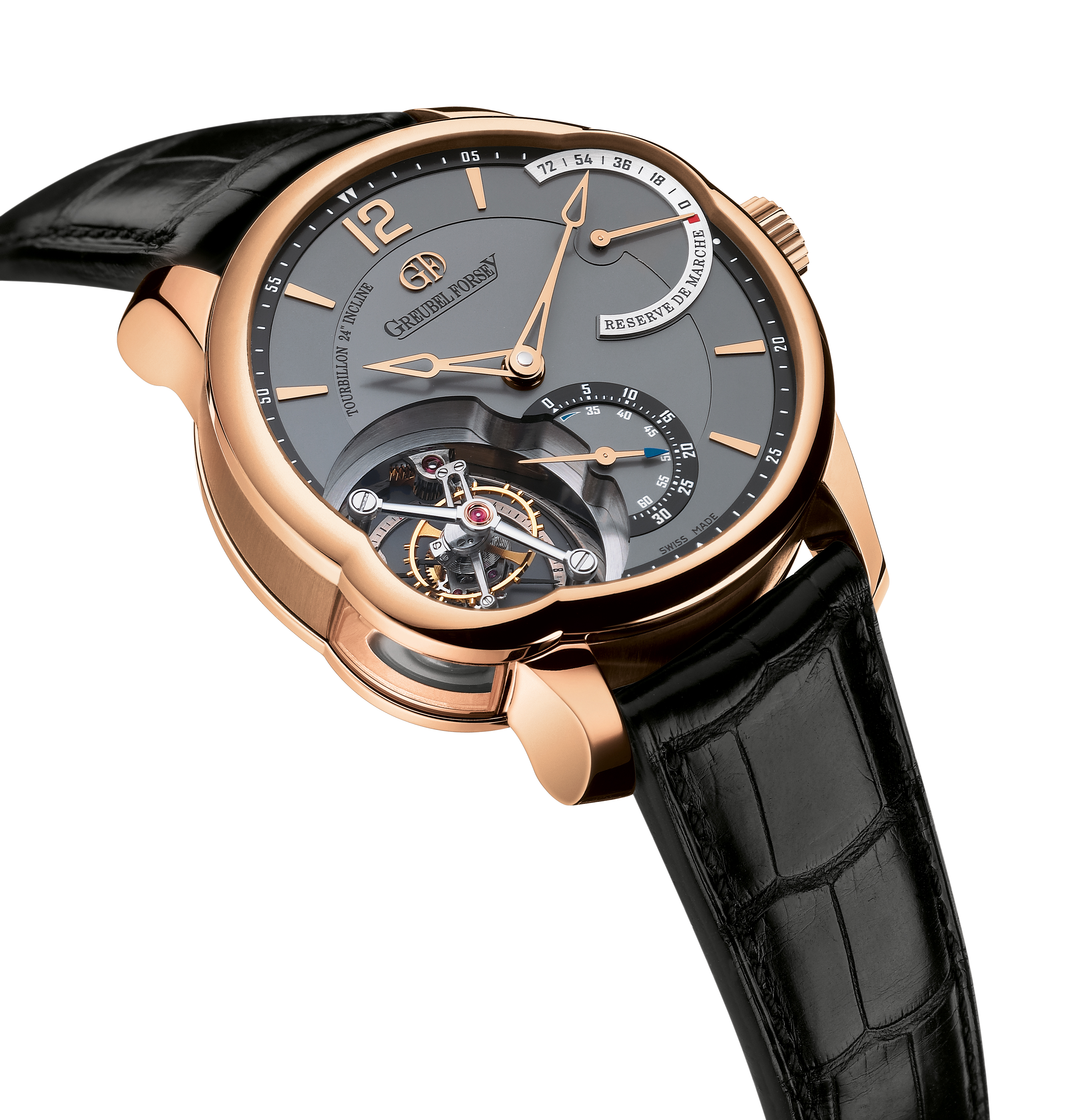
Hodinky Greubel Forsey Tourbillon 24 Secondes Incline, pořízeno fotoaparátem Phase One
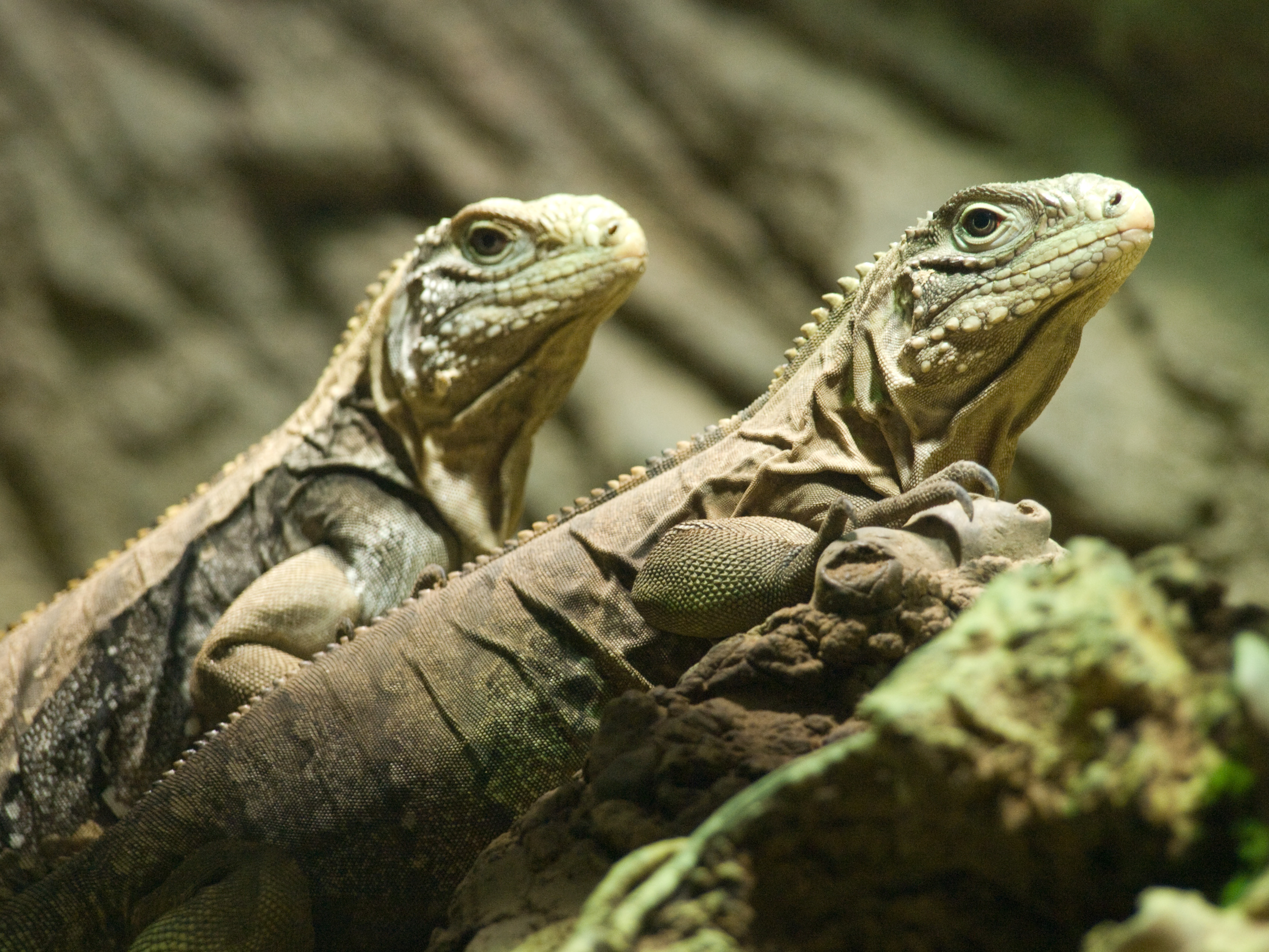
Fotografování zvířat v Zoo za sklem: teleobjektiv s malou hloubkou ostrosti rozostřil odlesky a nečistoty na skle
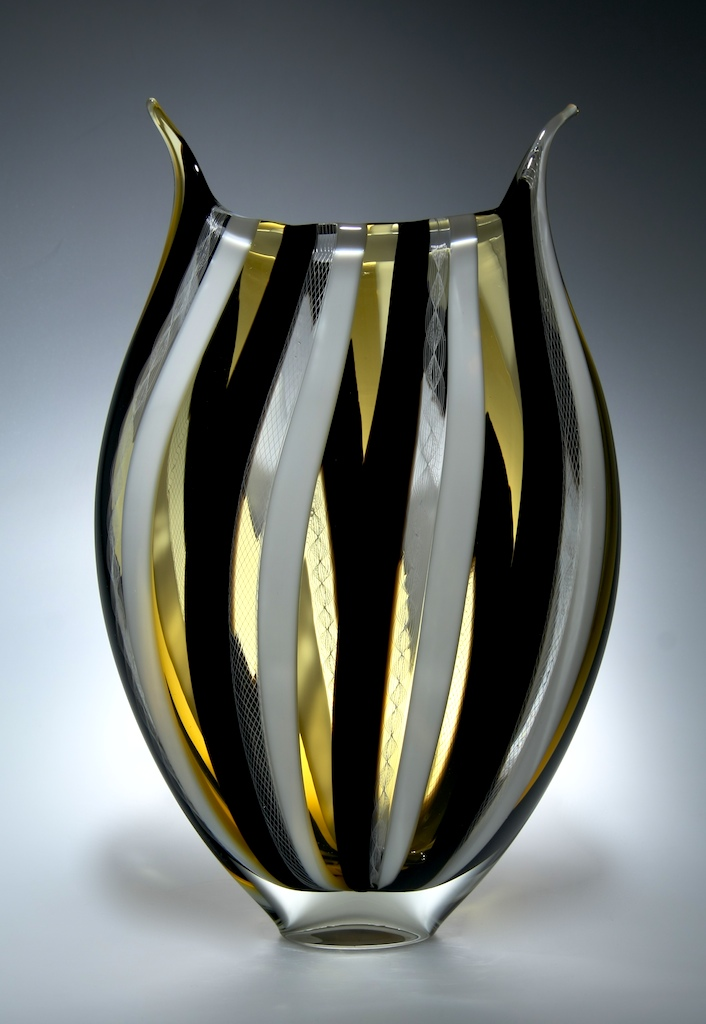
Umělecký výrobek ze skla, autor: David Patchen
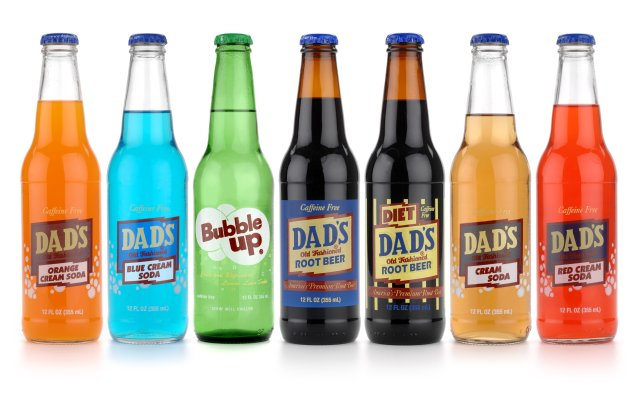
Reklamní fotografie lahví Dad's Beer
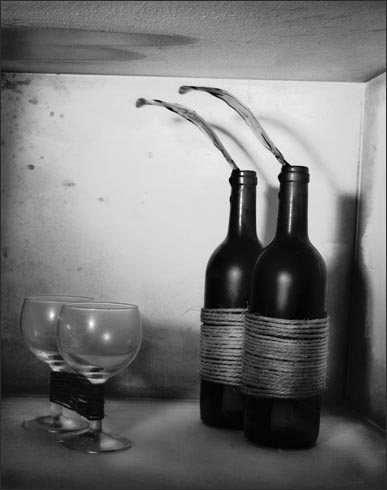
Gerhard Vormwald: Bottles and glasses, 1995
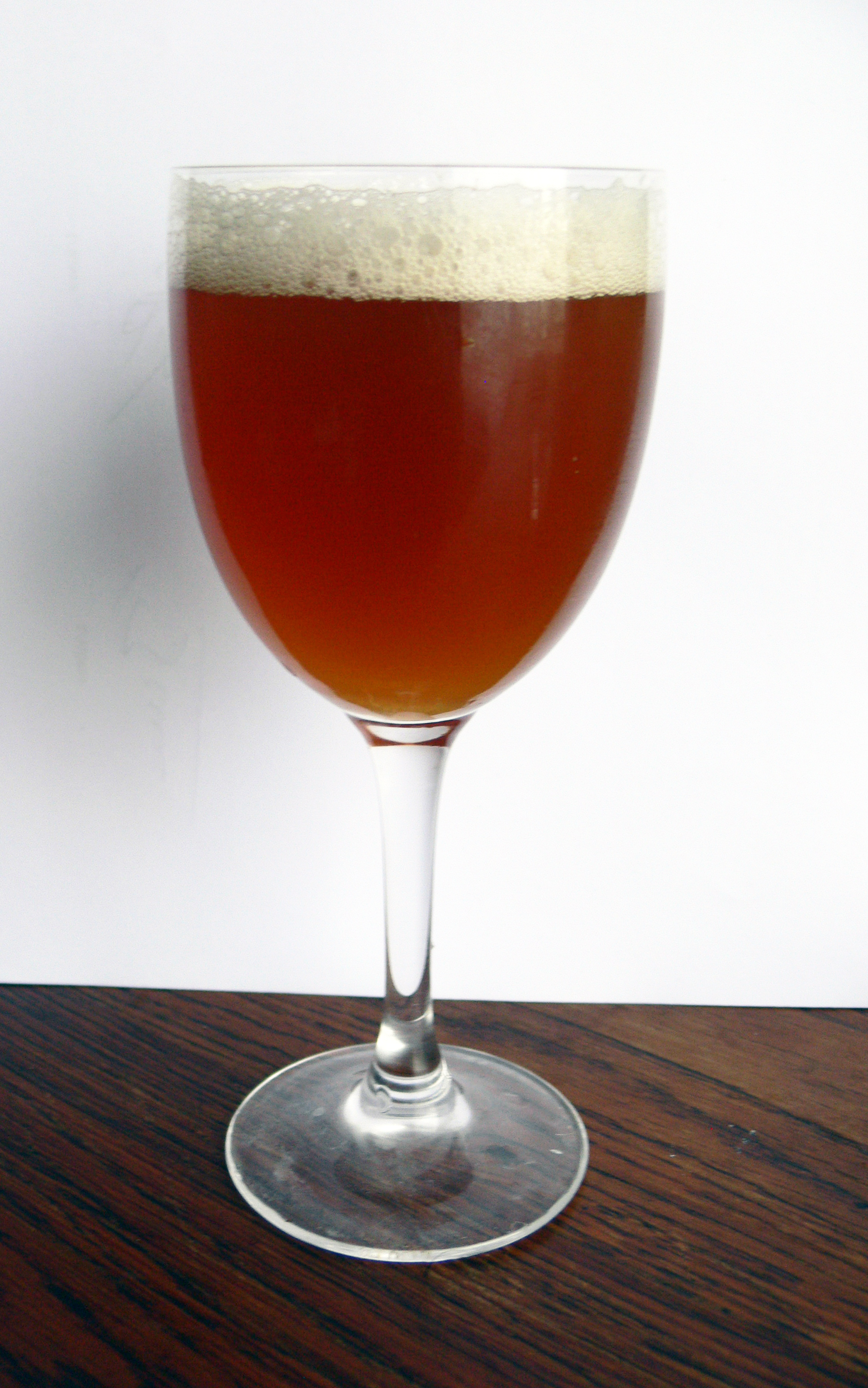
Nevhodné nasvícení skla, které odráží nekompromisně celé okolí a jsou na něm vidět veškeré nečistoty
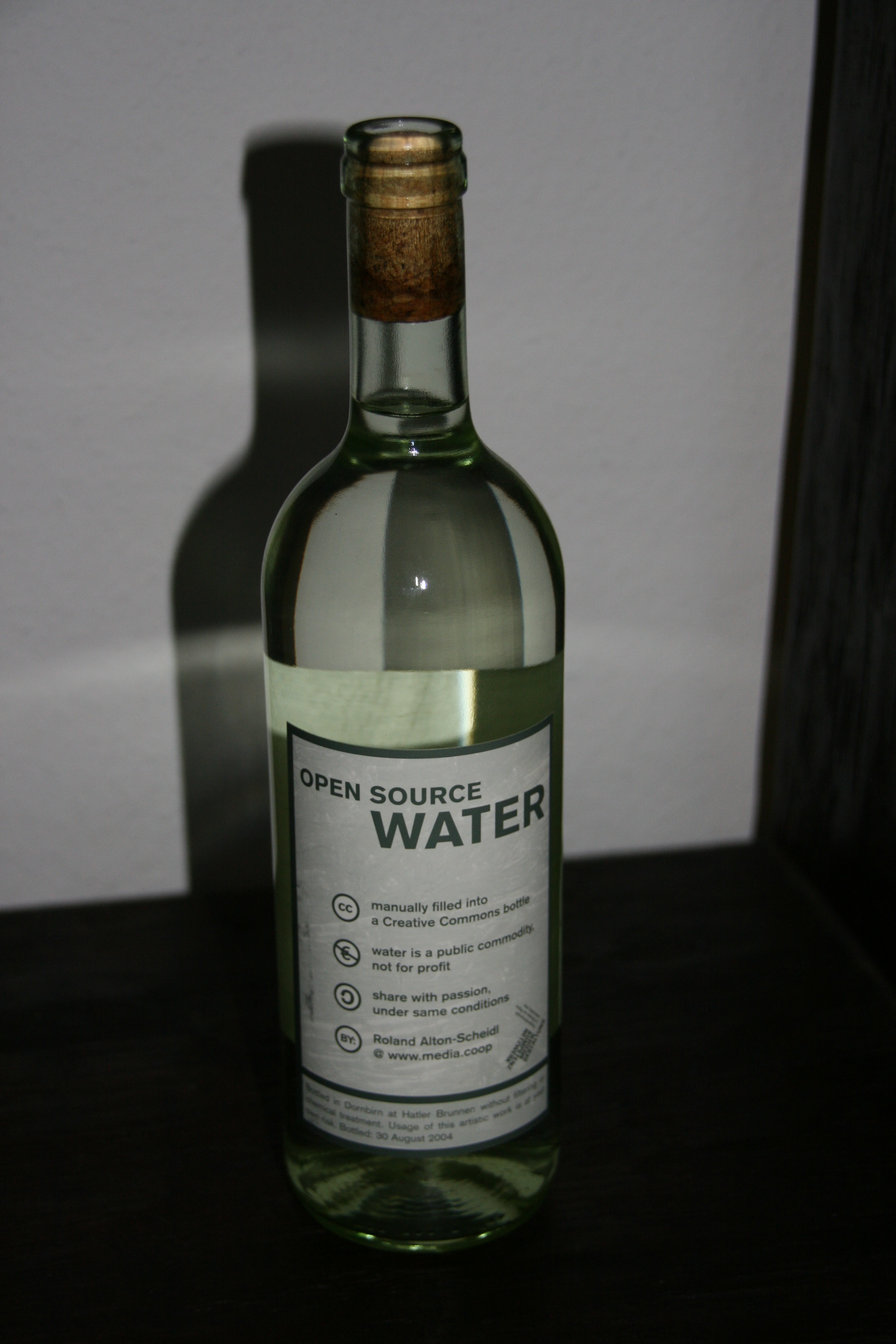
Nevhodné nasvícení ostrým bočním světlem přímo do skla, nevhodný úhel pohledu, podexponováno
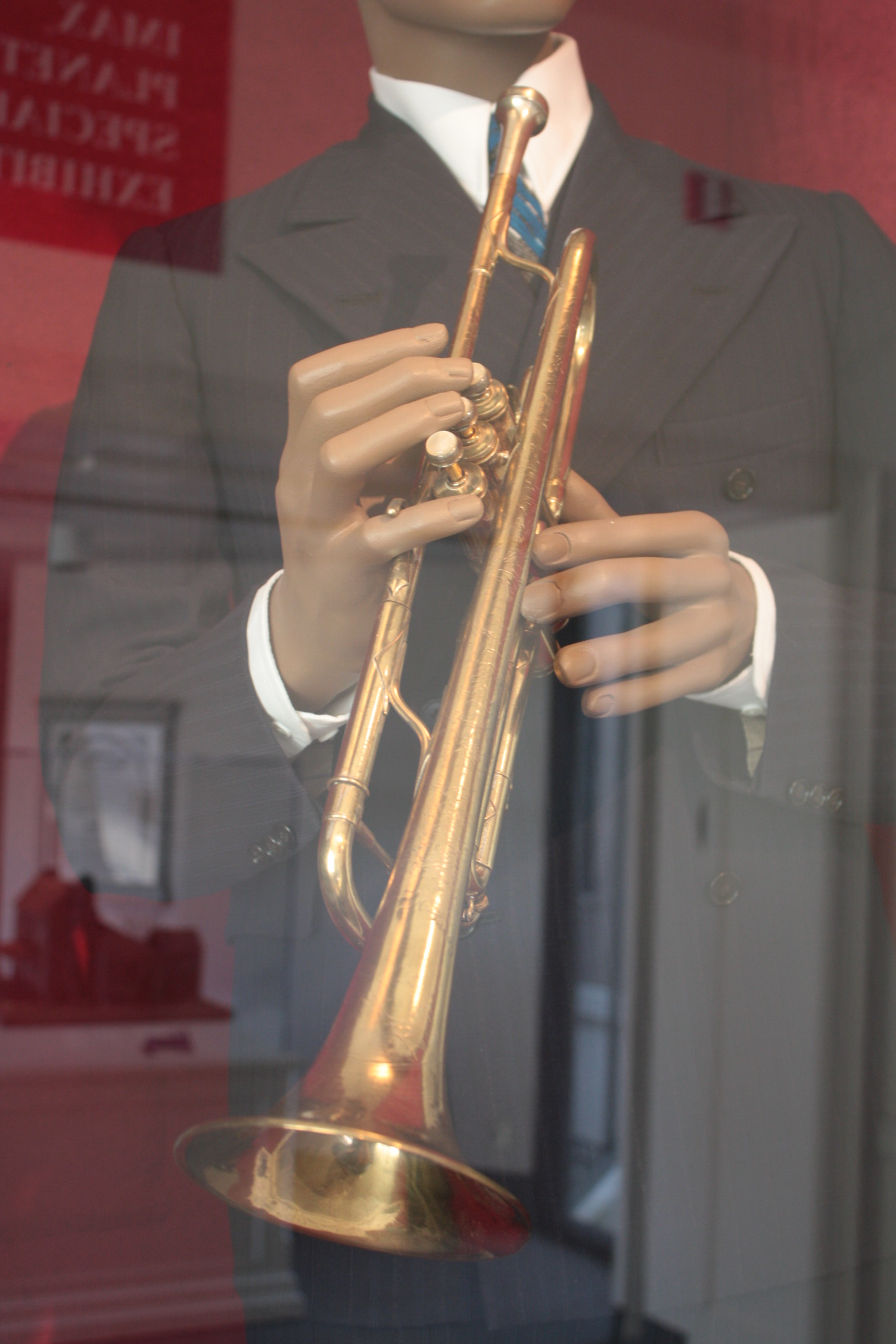
Během fotografování přes sklo v muzeu se ve skle odráží okolí, fotograf může změnit úhel pohledu do stran nebo svisle, případně použít polarizační filtr